# Нильсен, Мари
Мари Нильсен (норв. Mari Romundset Nilsen; 7 октября 2003) — норвежская тхэквондистка. Бронзовый призёр чемпионата мира 2023 года.

## Биография
Мари Нильсен родилась 7 октября 2003 года.

## Карьера
С 2017 года выступает на различных международных спортивных состязаниях.
Принимала участие в чемпионате Европы и чемпионате мира 2022 года.
В 2023 году на чемпионате мира, который состоялся в Баку, в категории до 67 кг, Мари Нильсен завоевала бронзовую медаль. В финальную схватку её не пустила спортсменка из Иордании Джульяна Аль-Садег.